# Wallstawe
Wallstawe település Németországban, azon belül Szász-Anhalt tartományban. Lakosainak száma 873 fő (2023. december 31.). Wallstawe Rohrberg és Dähre községekkel határos.

## Népesség
A település népességének változása:
| Lakosok száma | 867  | 876  | 886  | 885  | 873  |
|               | 2017 | 2019 | 2021 | 2022 | 2023 |